# Isochariesthes flavoguttata
Isochariesthes flavoguttata es una especie de escarabajo longicornio del género Isochariesthes, tribu Tragocephalini, subfamilia Lamiinae. Fue descrita científicamente por Aurivillius en 1913.
Se distribuye por Tanzania. Mide aproximadamente 12-14 milímetros de longitud.